# 小松敏郎
小松 敏郎（こまつ としろう、1937年12月11日- 2010年9月20日）は、日本の実業家。学習研究社（現・学研ホールディングス）代表取締役社長を務めた。

## 略歴
長野県諏訪郡下諏訪町出身。長野県諏訪清陵高等学校を経て、1960年に東京教育大学（現・筑波大学）文学部を卒業し、同年に学習研究社（現・学研ホールディングス）に入社。1993年6月に取締役に就任し、1995年6月に常務を経て、1997年6月に代表取締役社長を務めた。2001年6月に相談役に就任。